# Hyperprosopon
Hyperprosopon és un gènere de peixos pertanyent a la família dels embiotòcids.

## Taxonomia
- Hyperprosopon anale (Agassiz, 1861)[4][5]
- Hyperprosopon argenteum (Gibbons, 1854)[6]
- Hyperprosopon ellipticum (Gibbons, 1854)[7]